# Shunzhi
L'empereur Shunzhi (chinois : 順治帝 ; pinyin : Shùnzhì Dì ; Mandchou : ᡶᡠᠯᡳᠨ, nom personnel Aixinjuelo Fulin) (15 mars 1638 - 5 février 1661), est le fils de Huang-Taiji, 2e empereur Mandchou de la dynastie Qing qui occupait alors la Chine du Nord. Il fut le premier de la dynastie à monter sur le trône impérial à Pékin, à la Cité interdite. Il fut empereur de Chine du Nord de 1643 à 1644, puis des deux Chines de 1644 à 1661.

## Règne

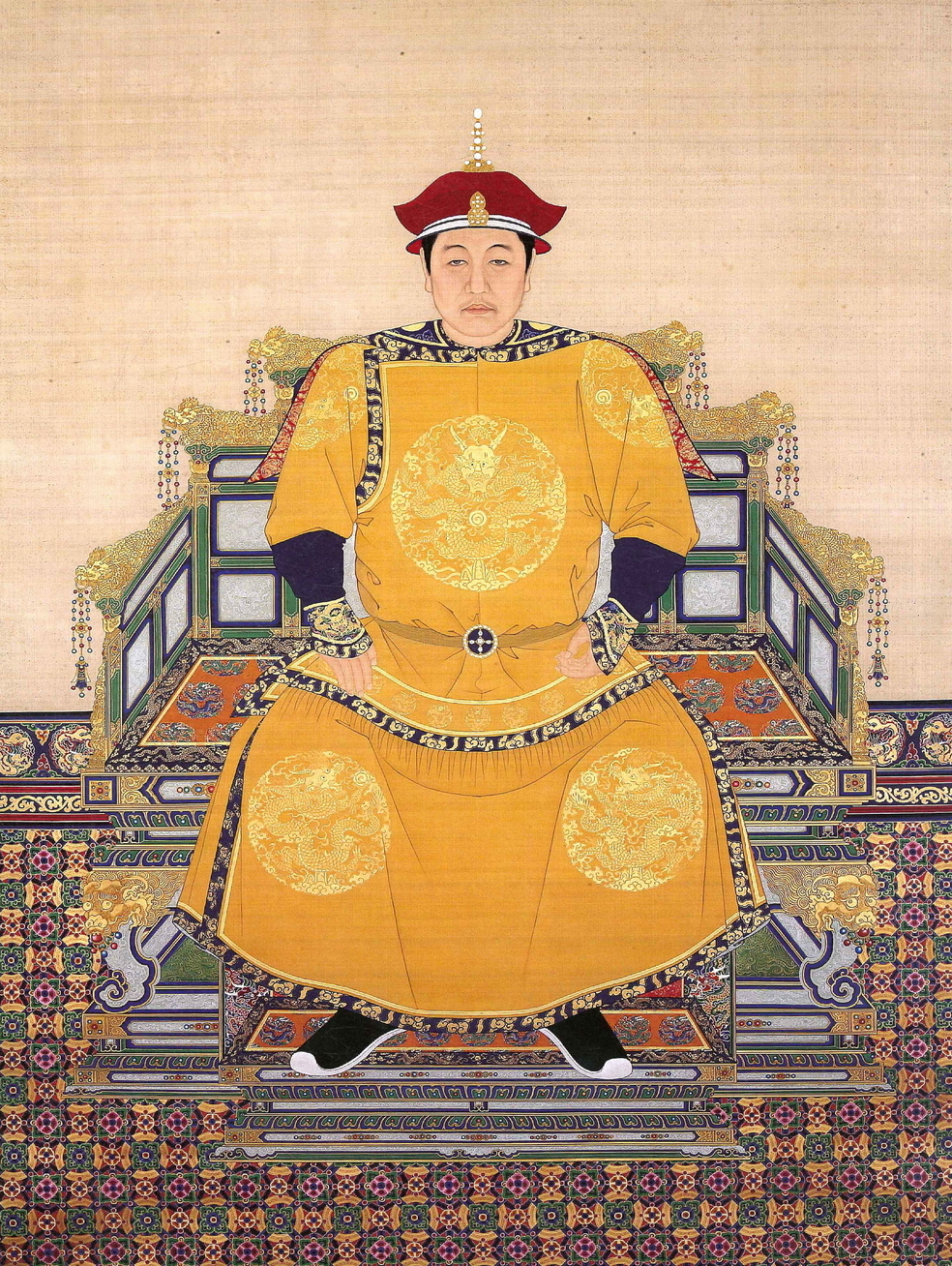
Portrait de Shunzhi.

Monté sur le trône à cinq ans, il subit longtemps la régence de princes mandchous de sa famille, Dorgon et Jirgalang. Il n’aimait particulièrement pas le premier, un oncle paternel, qu’il dépouilla de son titre ainsi que son frère après sa mort en 1650. Désireux de se situer dans la continuité impériale chinoise, il fit enseigner le chinois à ses enfants et tenta d’encourager la participation des Han au gouvernement. Pendant une période, il eut pour conseiller le jésuite allemand Johann Adam Schall von Bell (湯若望). Il avait choisi quatre régents pour ses fils. L’un d’eux, Oboi, était un chevalier qui l’avait sauvé alors que de 1643 à 1644 il combattait les dernières troupes fidèles aux Ming. L’empereur lui montra sa reconnaissance en le nommant héros et régent aux côtés de Sonin, Suksaha et Ebilun.

## Shunzhi et le bouddhisme
Les annales officielles attestent que Shunzhi avait manifesté jeune de l’intérêt pour le bouddhisme. On prétend qu’une rencontre avec un maître renommé, Han Pocong (憨璞聰), avait eu lieu au temple Haihuisi (海會寺) en cachette de l’impératrice douairière Xiaozhuang lorsque l’empereur avait 20 ans. Signe d'une personnalité introspective, il a laissé un testament inhabituel contenant une liste de 24 fautes qu’il se reprochait.

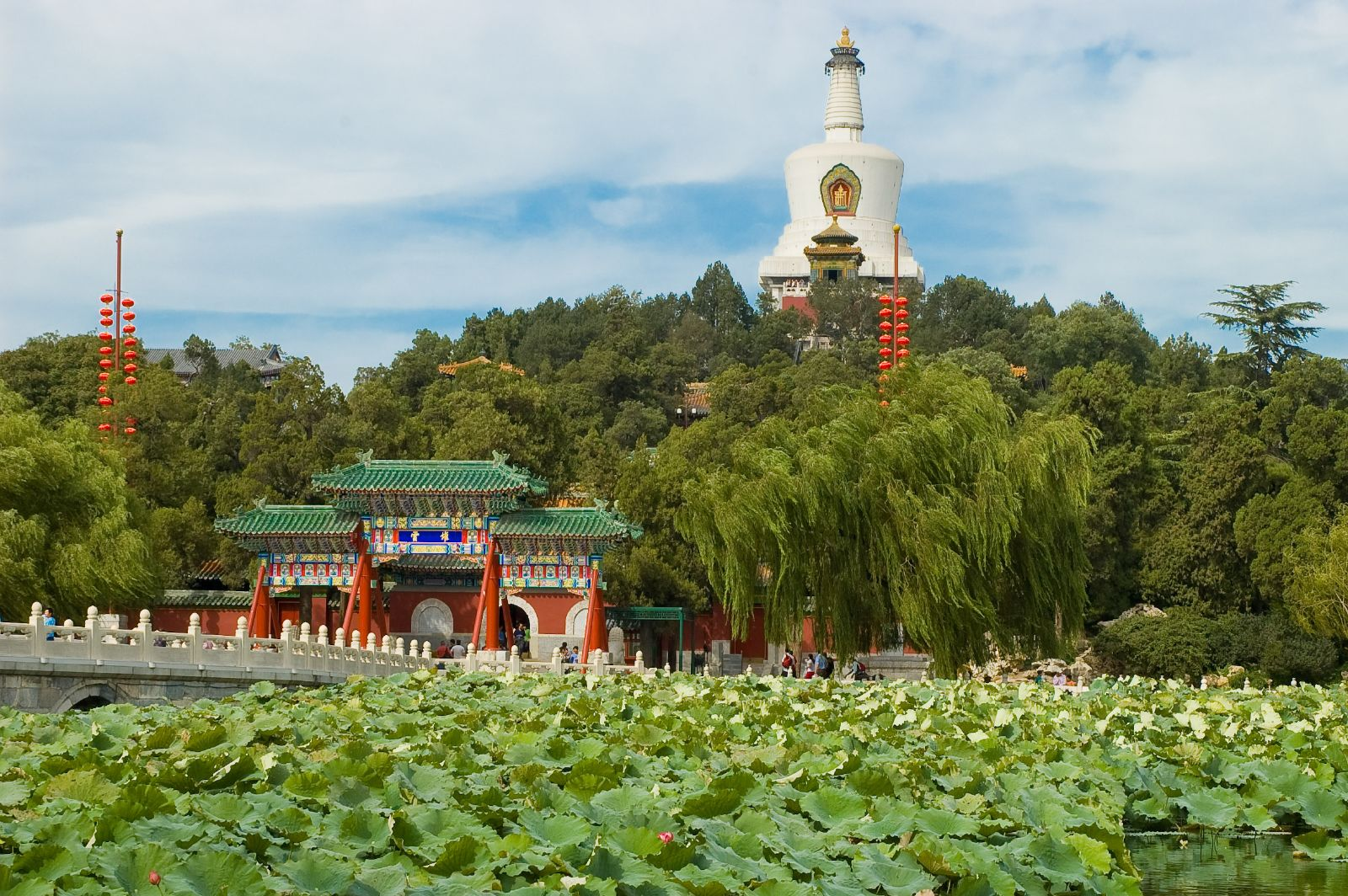
chörten géant construit en l'honneur de Lobsang Gyatso, à Pékin

De façon beaucoup plus officielle, en 1649, Shunzhi invita le 5e dalaï-lama Lobsang Gyatso à Pékin. Les préparatifs se prolongèrent longtemps.
Le Cinquième se mit en route en 1652 et partout où il alla les foules se pressaient sur son passage pour recevoir sa bénédiction. Quand il atteignit la province chinoise de Ningxia, il fut salué par le ministre et commandant militaire de l'Empereur qui vint avec 3 000 cavaliers pour escorter le dirigeant tibétain. Les deux camps discutèrent du protocole de l’entrevue du dalaï-lama et de l’Empereur. Les Tibétains estimaient que le Cinquième devait être placé plus haut que l’empereur Shunzhi mais le Cinquième n’avait pas la naïveté de se méprendre sur l’envergure de son autorité. Les fonctionnaires chinois qui conseillaient l’Empereur en matière de protocole diplomatique étaient déterminés à traiter le dalaï-lama en tributaire et non comme un égal. On ne trouva aucune solution à ce problème, mais le dalaï-lama décida quand même de franchir la Grande Muraille.
L'Empereur Shunzhi lui-même fit un voyage de 4 jours parcourant 20 km depuis Pékin pour venir à la rencontre du dalaï-lama en un lieu appelé Kothor ou Chenlou. Dans la capitale chinoise, le dalaï-lama demeura au Palais Jaune, construit pour lui par l'Empereur. Quand l'Empereur rencontra officiellement le dalaï-lama en 1653, l’empereur alors âgé de 14 ans s’écarta du protocole que ses conseillers chinois lui avaient préparé : il se leva de son trône au moment où le dalaï-lama entra et descendit les marches pour l’accueillir en égal. Le dalaï-lama reconnut l'empereur comme une émanation de Manjusri, le bodhisattva de sagesse, et l'empereur reconnut le dalaï-lama comme une émanation d'Avalokitesvara, le bodhisattva de la compassion. 
L’empereur avait aussi fait construire le chörten (stupa tibétain) blanc 白塔 báitǎ  de l'île Qionghua, dans le parc Beihai en son honneur en 1651,,.

## Légende entourant sa mort
Shunzhi est le héros d’une histoire romanesque entourant le mystère de sa mort, survenue en 1661. Celle-ci est en effet, contrairement à l’habitude, relatée de façon succincte (11 caractères) dans sa biographie officielle, et la raison n’en est pas indiquée. Peu avant, en 1660, était morte une concubine (nom de palais : Dong Guifei 董貴妃) dont il était épris ; l’empereur avait alors 22 ans.
Le bruit courut que Shunzhi avait décidé à la mort de Dong Guifei de feindre son propre décès pour se retirer dans un monastère du mont Wutai. Les imaginations furent particulièrement enflammées par l’œuvre du poète Wu Meicun (吳梅村)﹐Louange au Bouddha du Mont de fraîcheur (清涼山讚佛詩). "Mont de fraîcheur" est une allusion au mont Wutai ; dans ce poème, dont le thème sont les regrets d'un empereur pour une femme, on trouve la phrase : “Pauvre herbe de mille lis, fanée et sans couleur” (可憐千里草﹐萎落無顏色). Or herbe (艹) mille (千) et li (里) sont les éléments qui composent le nom de la favorite (Dong 董). Celle-ci fut par ailleurs confondue dans l’imagination populaire avec une beauté célèbre du sud de la Chine, Dong Xiaowan (董小宛), et avec la mère de l'empereur Kangxi, une autre concubine nommée Tong (佟). Les différentes écoles bouddhistes ne se privèrent pas de relayer la rumeur de l'empereur-moine. L’étude attentive des archives de la dynastie mandchoue a depuis mis en évidence l’aspect légendaire de cette histoire. L’empereur Shunzhi est très certainement décédé de la variole qu’il avait contractée ; sa maladie est en effet, à défaut de la raison de sa mort, mentionnée dans les annales. Sa sépulture se trouve parmi les tombeaux Est des Qing (Qingdongling 清東陵) dans la nécropole de Xiaoling (孝陵).